# Andrea Berg
Andrea Ferber (nascida Zellen; nascida em 28 de janeiro de 1966), Conhecida profissionalmente como Andrea Berg, é uma cantora alemã de Schlager. Ela se apresentou em carnavais quando criança e começou sua carreira em 1992 após ser descoberta pelo produtor musical Eugen Römer. Embora ela tenha lançado seu primeiro álbum de estúdio Du bist frei no mesmo ano, seu avanço comercial ocorreu com o álbum seguinte, Gefühle, lançado em 1995. A colaboração entre Berg e Römer gerou uma série de álbuns de sucesso comercial, com seus álbuns Machtlos (2003), Du (2004), Splitternackt (2006) e Zwischen Himmel & Erde (2009) liderando as paradas alemãs. Seu álbum de compilação Best Of, lançado em 2001, é o álbum que passou mais semanas nas paradas da Alemanha e da Áustria. Entre 2010 e 2018, Berg trabalhou com Dieter Bohlen, que produziu seus álbuns Schwerelos (2010), Abenteuer (2011), Atlantis (2013) e Seelenbeben (2016), todos os quais lideraram as paradas de álbuns da Alemanha e da Áustria.
Berg recebeu vários prêmios, incluindo seis ECHO Awards e oito Goldene Stimmgabeln. Com mais de 10 milhões de discos vendidos ao longo de sua carreira, Ela é uma das artistas musicais mais vendidas na Alemanha.
Andrea Berg nasceu em Krefeld. Quando criança, ela fazia experiências com esquetes curtos em carnavais e outras comemorações. Mais tarde, ela tocou com uma banda e também trabalhou nos bastidores na montagem do palco e dirigiu a van da banda. Durante esse tempo, ela se sustentou trabalhando como enfermeira nos departamentos de terapia intensiva e oncologia de um hospital. Sua carreira musical começou em 1992, depois que o produtor Eugen Römer obteve uma fita cassete com gravações dela. Ele ficou entusiasmado com a voz dela e, em uma semana, as primeiras faixas foram gravadas para seu primeiro álbum de estúdio, Du bist frei (“You Are Free”), que continha os singles “Kilimanjaro” (“ Kilimanjaro ”) e “Schau mir noch mal ins Gesicht” (“Olhe-me na cara mais uma vez”). Römer também produziu seu segundo álbum de estúdio Gefühle (“Feelings”), que provou sua descoberta comercial. Os singles do álbum, “Wenn du mich willst, dann küß mich doch” (“If You Want Me, Then Kiss Me”) e “Einmal nur mit dir alleine sein”, foram sucessos. O álbum também trazia uma de suas canções mais populares, “Die Gefühle haben Schweigepflicht”. Em 1994, alcançou o primeiro lugar do ZDF-Hitparade com a música “Steig wieder auf", gravada no grupo Alle für Alle.

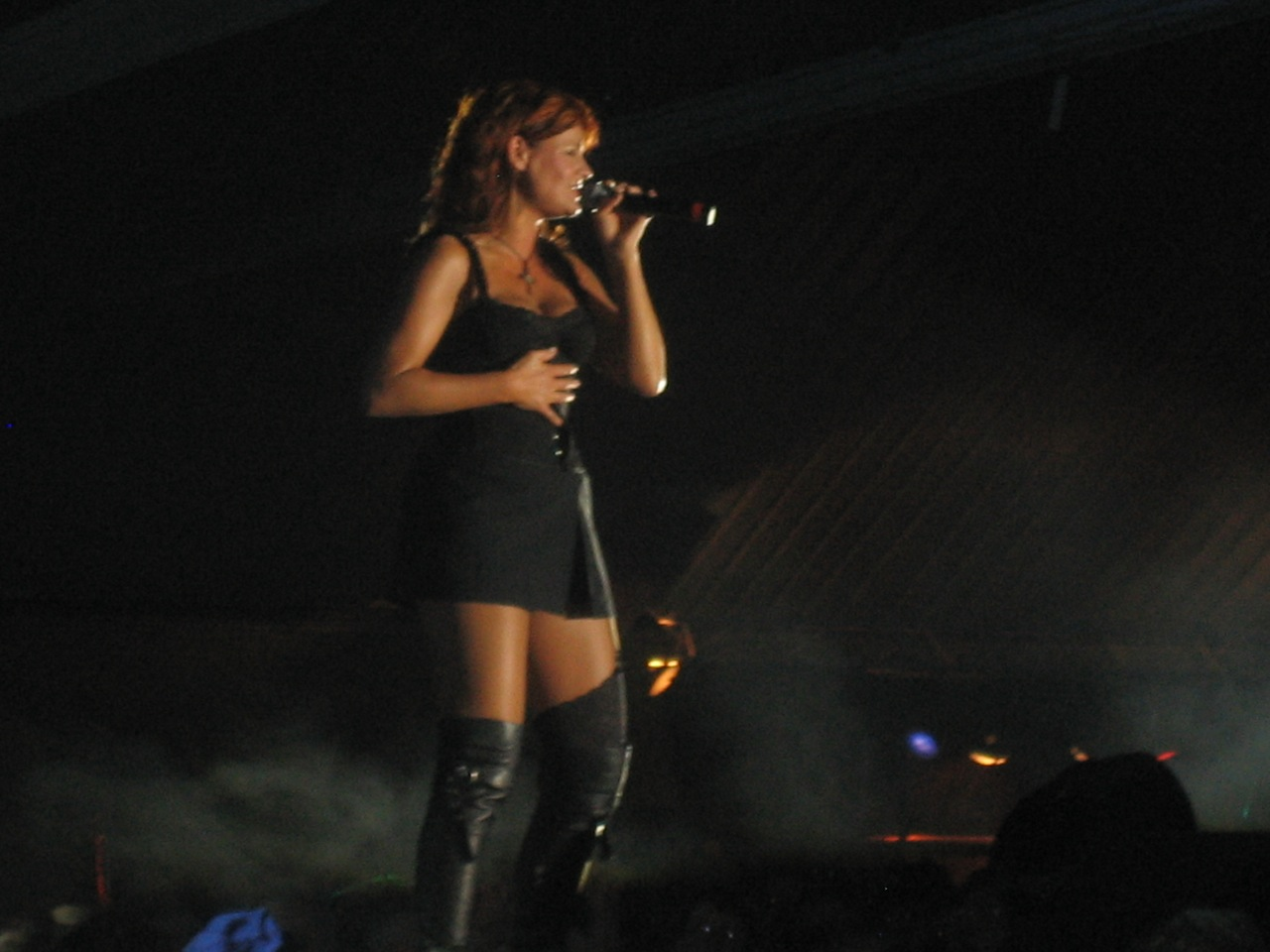
Berg tocando ao vivo em Salzwedel em setembro de 2007

Em 1997, Berg lançou seu terceiro álbum de estúdio Träume lügen nicht ("Dreams Don't Lie"), que alcançou a posição 71 nas paradas de álbuns alemãs . O primeiro single, "Warum nur träumen" ("Por que apenas sonhar"), alcançou o primeiro lugar em algumas listas de reprodução de rádio e permaneceu nas paradas por 15 semanas. Após o nascimento de sua filha, ela lançou seu quarto álbum Zwischen tausend Gefühlen ("Between a Thousand Feelings") em 1998, que contém doze canções. Três singles foram lançados do álbum ao longo de 1999: "Diese Nacht soll nie enden" ("This Night Should Never End"), "Insel der Nacht" ("Ilha da Noite") e "Jenseits der Zärtlichkeit" ("Além Ternura"). Nesse mesmo ano, ela lançou seu quinto álbum Weil ich verliebt bin ("Porque estou apaixonado"), do qual o single "Vielleicht ein Traum zu viel" alcançou o terceiro lugar do ZDF-Hitparade . Ela também alcançou o terceiro lugar no Hits des Jahres ("Hits do ano") em janeiro de 2000 e foi o número um por várias semanas no Top 20 alemão das paradas de airplay. Desde 18 de outubro de 2000, "Andrea Berg" é uma marca registrada na Alemanha.
Em outubro de 2001, Berg lançou a compilação Best Of, que traz doze de suas canções de maior sucesso. O álbum vendeu dois milhões de cópias e ganhou disco de platina duplo em 2003.  Em 2021, era oito vezes platina. Em agosto de 2011, Best Of alcançou a posição 59 na parada de sucessos suíça e foi certificado como ouro. Best Of é o álbum que passou mais semanas nas paradas alemã e austríaca. Berg às vezes teve até quatro lançamentos nas paradas alemãs simultaneamente. Seu álbum de estúdio de 2002 Nah am Feuer ("Close to the Fire") ganhou ouro em 2003.  Seu álbum de 2006 Splitternackt ("Butt-Naked") alcançou o primeiro lugar nas paradas de álbuns alemãs, onde permaneceu por várias semanas. Seu single "Du hast mich tausendmal belogen" ("Você mentiu para mim mil vezes"), originalmente publicado em seu álbum Wo liegt das Paradies, alcançou o segundo lugar no GEMA Top 10 de vendas internacionais coletadas em 2007.

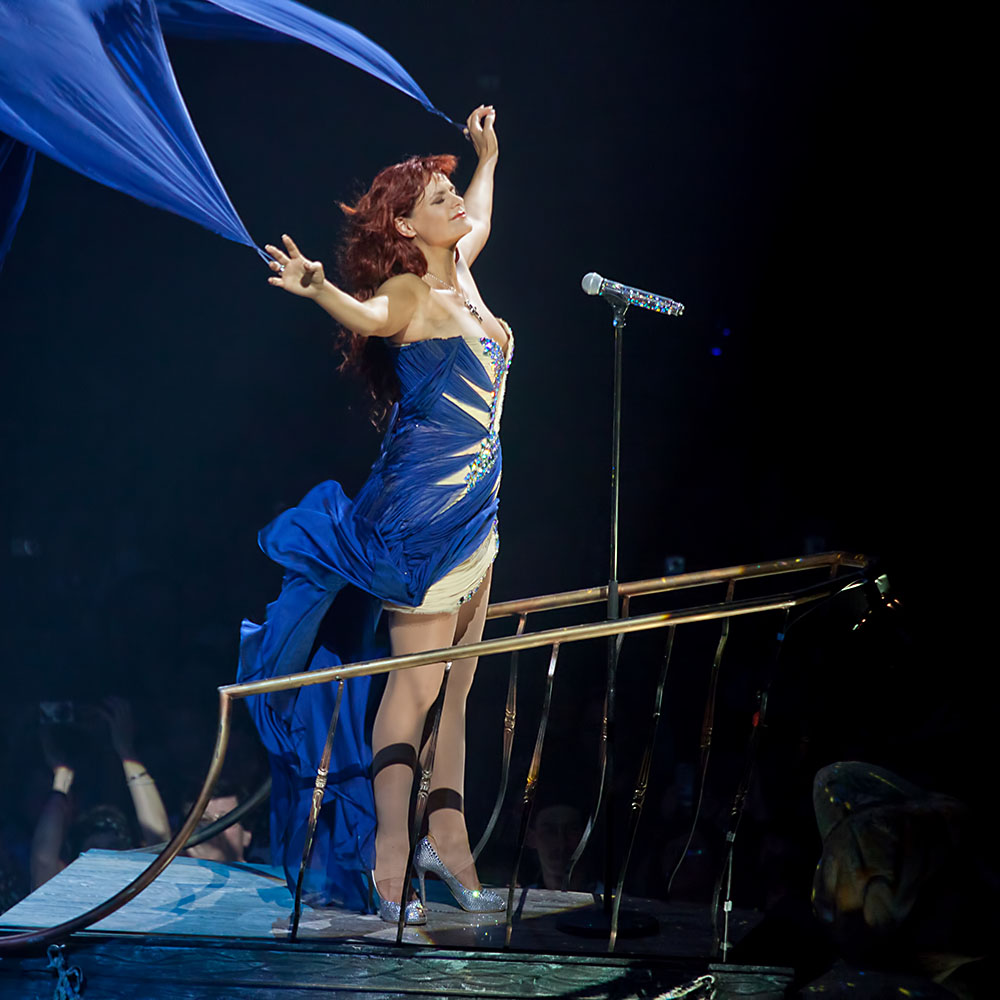
Berg tocando ao vivo em Leipzig em março de 2012

Em outubro de 2010, Berg lançou o álbum Schwerelos ("Weightless"), que foi produzido por Dieter Bohlen e assim encerrou sua colaboração de 17 anos com Eugen Römer. O álbum ganhou disco de platina  depois de seis dias e liderou as paradas de álbuns da Alemanha e da Áustria. Com seu sucessor Abenteuer ("Aventura"), lançado em setembro de 2011 e também produzido por Bohlen, Berg alcançou o primeiro lugar na Alemanha e na Áustria pela terceira vez consecutiva. De janeiro a março de 2012, ela fez uma turnê de aniversário para comemorar seu vigésimo aniversário de carreira.
Em abril de 2013, Berg foi jurado convidado em um episódio de Deutschland sucht den Superstar, a versão alemã de Pop Idol e American Idol . Em junho, ela lançou o álbum de compilação My Danish Collection exclusivamente na Dinamarca, onde foi ouro  em sua primeira semana e alcançou o topo das paradas de álbuns dinamarquesas em sua segunda semana, marcando a primeira vez de Berg na Dinamarca. gráficos. Em setembro de 2013, Berg lançou o álbum duplo Atlantis . O primeiro CD foi produzido por Bohlen, enquanto o segundo contém canções de vários outros produtores. Atlantis liderou as paradas de álbuns da Alemanha, Áustria e Suíça.
Em abril de 2016, Berg lançou o álbum Seelenbeben ("Soul Tremors"), que marca sua quarta colaboração com Bohlen e também liderou as paradas de álbuns da Alemanha, Áustria e Suíça. Recebeu certificações de ouro e platina. Na prévia de sua turnê para Seelenbeben na Rittal Arena Wetzlar, Berg sofreu queimaduras no ombro e no braço após um acidente pirotécnico . Para comemorar seu 25º aniversário de carreira, lançou a coletânea 25 Jahre Abenteuer Leben . Em 17 de março de 2018, Bohlen informou a Berg por e-mail que estava encerrando seu relacionamento profissional e não produziria seus futuros álbuns. Apesar disso, em 3 de abril de 2019, Berg e Bohlen anunciaram que lançariam duas novas canções juntos.
Berg tem uma filha, Lena-Marie, nascida em 1998. De 2002 a 2004, Berg foi casado com o cantor Schlager Olaf Henning. Em 2007, ela se casou com agente esportivo, hoteleiro e co-fundador da SG Sonnenhof Großaspach Ulrich Ferber. Atualmente, eles moram com a filha de Berg em Aspach .

## Imagem pública e elogios

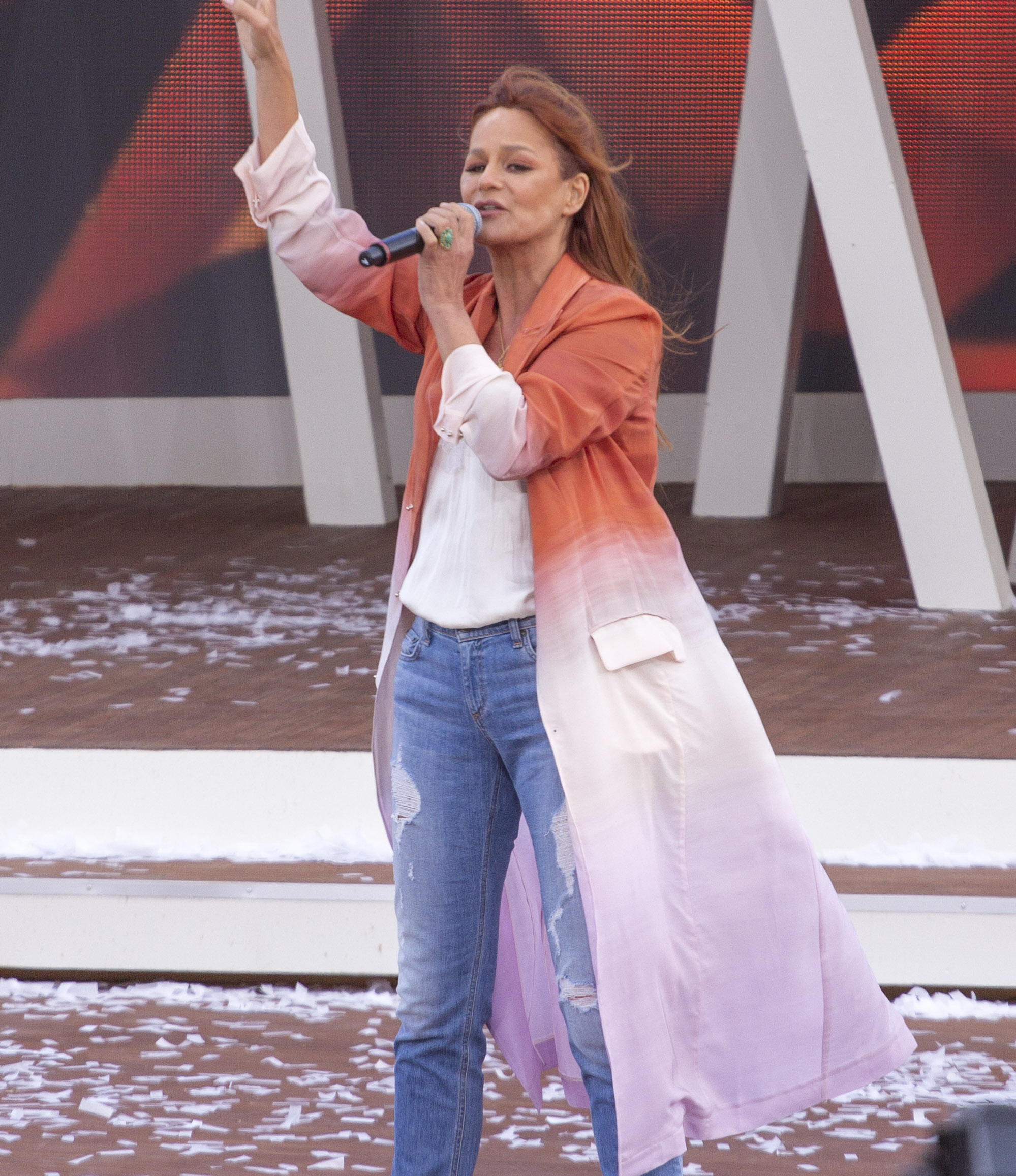
Berg se apresentando em 2019

De 2002 a 2007, Berg ganhou o Goldene Stimmgabel todos os anos, bem como o Amadeus Austrian Music Award de melhor álbum schlager em 2004 e 2005. Ela também ganhou vários ECHOs entre 2003 e 2011. Em 3 de novembro de 2008, ela foi premiada com a Cruz Federal de Mérito pelo presidente da Alemanha, Horst Köhler, por seu trabalho em cuidados paliativos durante uma cerimônia no Palácio Bellevue . Em 15 de junho de 2009, ela recebeu o selo de sua cidade natal, Krefeld, por seu compromisso social.
Berg é conhecida não apenas por sua música, mas também cada vez mais por suas roupas de palco. Ela prefere minissaias, suspensórios e meias até os joelhos. Ela foi citada como tendo dito que,“quando você chega aos 40, você tem que esforçar para manter os homens olhando em sua direção”. Os críticos costumam criticar "a aleatoriedade textual e musical das canções de Berg, que quase sempre seguem um simples ritmo de dança 1-2-1-2”. Em 2013, a imagem das mulheres e dos relacionamentos nas letras de Berg foi descrita por Georg Seeßlen como”⁣antifeminista⁣”. Pois eles se envolvem na noção de que uma mulher não pode ser feliz sem um homem e que ela deve perdoá-lo por tudo negativo. Essas críticas foram contestadas por Kerstin Decker em 2016.

### Álbuns

#### Álbuns de estúdio
| Year | Album                     | Peak positions | Peak positions | Peak positions | Peak positions | Peak positions | Certification |
| Year | Album                     | GER            | AUT            | DEN            | NL             | SWI            | Certification |
| ---- | ------------------------- | -------------- | -------------- | -------------- | -------------- | -------------- | ------------- |
| 1992 | Du bist frei              | 49             | 40             | –              | –              | –              |               |
| 1995 | Gefühle                   | 10             | 10             | 14             | –              | 14             |               |
| 1997 | Träume lügen nicht        | 71             | –              | –              | –              | –              |               |
| 1998 | Zwischen tausend Gefühlen | 86             | –              | –              | –              | –              |               |
| 1999 | Weil ich verliebt bin     | –              | –              | –              | –              | –              |               |
| 2001 | Wo liegt das Paradies     | 42             | –              | –              | –              | –              |               |
| 2002 | Nah am Feuer              | 18             | 26             | –              | –              | –              |               |
| 2003 | Machtlos                  | 1              | 8              | –              | –              | –              |               |
| 2004 | Du                        | 1              | 1              | –              | –              | 33             |               |
| 2006 | Splitternackt             | 1              | 1              | –              | –              | 19             |               |
| 2008 | Dezember Nacht            | 8              | 9              | –              | –              | 95             |               |
| 2009 | Zwischen Himmel & Erde    | 1              | 1              | –              | –              | 9              |               |
| 2010 | Schwerelos                | 1              | 1              | –              | –              | 9              |               |
| 2011 | Abenteuer                 | 1              | 1              | –              | –              | 2              |               |
| 2013 | Atlantis                  | 1              | 1              | 5              | 27             | 1              |               |
| 2016 | Seelenbeben               | 1              | 1              | –              | –              | 1              |               |
| 2019 | Mosaik                    | 1              | 1              | –              | –              | 1              |               |
| 2022 | Ich würd's wieder tun     | 1              | 1              | –              | –              | 2              |               |

| Ano  | Álbum                      | Posições de pico | Posições de pico | Posições de pico | Posições de pico | Certificação |
| Ano  | Álbum                      | GER <br>         | AUT <br>         | DEN <br>         | SWI <br>         | Certificação |
| ---- | -------------------------- | ---------------- | ---------------- | ---------------- | ---------------- | ------------ |
| 2001 | Melhor de                  | 18               | 5                | –                | 56               |              |
| 2007 | O novo melhor de           | 4                | 1                | –                | 7                |              |
| 2013 | Minha coleção dinamarquesa | –                | –                | 1                | –                |              |
| 2017 | 25 Jahre Abenteuer Leben   | 1                | 2                | –                | 2                |              |

| Ano  | Solteiro                                 | Posições de pico | Posições de pico | Posições de pico | Álbum                 |
| Ano  | Solteiro                                 | GER <br>         | AUT <br>         | SWI <br>         | Álbum                 |
| ---- | ---------------------------------------- | ---------------- | ---------------- | ---------------- | --------------------- |
| 2001 | "Du hast mich tausendmal belogen"        | 96               | –                | –                | Wo Liegt das Paradies |
| 2006 | "Aba Heidschi Bumbeidschi"               | 46               | 65               | –                | Dezembernacht         |
| 2010 | "Ich liebe das Leben"                    | 81               | –                | –                | Schwerelos            |
| 2010 | "Du kannst noch nicht mal richtig lügen" | 91               | 73               | –                | Schwerelos            |
| 2013 | "Das Gefühl"                             | 52               | 58               | 49               | Atlântida             |
| 2013 | "Atlantis lebt"                          | 84               | –                | –                | Atlântida             |
| 2016 | "Diese Nacht ist jede Sünde wert"        | 44               | 37               | –                | Seelenbeben           |
| 2016 | "Ich werde lächeln wenn Du gehst"        | –                | 75               | –                | Seelenbeben           |

| Ano  | Solteiro                                  | Posições de pico | Posições de pico | Posições de pico |
| Ano  | Solteiro                                  | GER <br>         | AUT <br>         | SWI <br>         |
| ---- | ----------------------------------------- | ---------------- | ---------------- | ---------------- |
| 2003 | Emotionen Hautnah                         | 64               | –                | –                |
| 2004 | Eine Reise durch die Seele                | 51               | –                | –                |
| 2006 | Ao vivo – Das große Konzert em Oberhausen | –                | –                | –                |
| 2009 | Das Konzert – Zwischen Himmel und Erde    | –                | 1                | –                |
| 2011 | Schwerelos – Touredition                  | –                | 2                | 3                |
| 2012 | Andrea Berg – Abenteuer ao vivo!          | –                | –                | –                |